# Sonic Underground
Sonic Underground – amerykańsko-francuski serial rysunkowy stworzony przez DIC Entertainment, opowiadający o przygodach Jeża Sonica i jego rodzeństwa. Pierwszy raz w emisji pojawił się we Francji 6 stycznia 1999 roku, następnie w Wielkiej Brytanii 2 maja 1999 roku, a potem w USA 30 sierpnia 1999 roku.
W polskiej telewizji premiera serialu nastąpiła 7 września 2007 roku wraz ze startem kanału KidsCo. Po zakończeniu nadawania kanału serial przeniósł się na TV Puls 2, gdzie był emitowany od 5 sierpnia 2013 roku do 12 listopada 2014 roku. Następnie emitował go kanał Top Kids od 1 grudnia 2015 roku do 31 stycznia 2020 roku. W polskiej telewizji wyemitowano z dubbingiem tylko 26 z 40 odcinków. Zdubbingowane odcinki były też dostępne na platformie Showmax od 15 lutego 2017 roku do 31 stycznia 2019 roku. 4 odcinki serialu zostały także wcześniej wydane z lektorem na DVD w 2005 r. Wszystkie 40 odcinków serialu było również udostępnionych z polskimi napisami poprzez serwis Netflix od 6 maja do 31 grudnia 2017 roku.

## Opis fabuły
Akcja odbywa się na planecie Mobius, w mieście Mobotropolis, gdy królowa Aleena urodziła trojaczki. Nadała im imiona – Sonic, Manic oraz Sonia, lecz zły doktor Robotnik przejął władzę nad Mobiusem, a królowa nie chcąc dopuścić, żeby dzieciom stała się jakakolwiek krzywda, uciekła z nimi w przebraniu. Wyrocznia przepowiedziała jej, że utworzy razem z dziećmi "Radę Czworga", która położy kres tyranii Robotnika, lecz żeby do tego doszło, musi najpierw rozstać się ze swoimi dziećmi, dlatego pozostawia każde w oddzielnym koszyku pod drzwiami wybranych mieszkańców. Sonica przygarnął jego wujek będący w ruchu oporu przeciwko Robotnikowi, Sonię przygarnęła arystokratka, a Manica wziął ze sobą złodziej. Gdy Sonic, Sonia i Manic dorośli, spotkali się grając razem muzykę za pomocą specjalnych medalionów, które potrafią się zmienić w instrumenty. Postanowili razem stworzyć zespół rockowy o nazwie "Sonic Underground", będący jednocześnie częścią podziemnego ruchu oporu, aby obalić rządy Robotnika raz na zawsze i odnaleźć swoją matkę.

## Bohaterowie
- Sonic – niebieski jeż poruszający się z ponaddźwiękową prędkością. Członek ruchu oporu przeciwko Robotnikowi. Bardzo uwielbia chili dogi. Jego medalion ma kształt gitary elektrycznej.
- Sonia – różowa jeżyca, siostra Sonica i Manica, uwielbiająca modę. Została wychowana w zamożnej rodzinie. Jej medalion przypomina keyboard.
- Manic – zielony jeż z wystającymi do góry kolcami, brat Sonica i Sonii. Został wychowany przez złodziei. Jego medalion ma kształt perkusji.

### Sprzymierzeńcy
- Królowa Aleena – królowa planety Mobius i matka trzech jeży. Po ataku Robotnika znajduje się w ciągłym ukryciu oczekując dnia, w którym spotka się ponownie ze swoimi dziećmi, by utworzyć „Radę Czworga” i obalić dyktatorskie rządy Robotnika.
- Wyrocznia – czarodziej, który ostrzegł królową Aleenę przed atakiem Robotnika i kazał jej porzucić swoje dzieci dla ich własnego bezpieczeństwa.
- Bartleby – zamożny arystokrata i były narzeczony Sonii.
- Knuckles – czerwona kolczatka, strażnik Szmaragdu Chaosu mieszkający na Latającej wyspie.

### Antagoniści
- Doktor Robotnik – zły naukowiec, który zdetronizował królową Aleenę i objął rządy nad planetą Mobius z pomocą swojej armii SWATbotów. Robotyzuje wszystkich sprzeciwiających się jego woli. Chcąc wyeliminować Sonica i jego rodzeństwo wynajął dwóch najemników - Sleeta i Dingo.
- Sleet – wilk, najemnik wynajęty przez Robotnika do schwytania dzieci królowej Aleeny.
- Dingo – pomarańczowy, zmutowany pomocnik Sleeta, najemnik wynajęty przez Robotnika do schwytania dzieci królowej Aleeny. Sleet potrafi zmienić mu kształt za pomocą zdalnego pilota.

## Wersja polska
Wersja polska: Sun Studio Polska

Reżyseria:
- Waldemar Modestowicz (odc. 1-18)
- Joanna Węgrzynowska (odc. 19-26)

Udział wzięli:
- Marcin Przybylski – Sonic
- Monika Pikuła –
  - Sonia,
  - Dziecko (odc. 20)
- Krzysztof Szczerbiński – Manic
- Katarzyna Tatarak – Królowa Aleena
- Mirosław Zbrojewicz –
  - Dr. Robotnik,
  - Amir (odc. 21)
- Wojciech Paszkowski – Sleet
- Andrzej Chudy – Dingo
- Waldemar Barwiński –
  - Bartleby,
  - Ifukan (odc. 21)
- Wojciech Machnicki –
  - Agent N (odc. 4),
  - Książę (odc. 5),
  - SWATbot (odc. 8),
  - Sprzedawca (odc. 9),
  - Bellock (odc. 12),
  - Hotep (odc. 22)
- Artur Kaczmarski
- Paweł Szczesny –
  - Argus (odc. 2),
  - Tata Mindy (odc. 4),
  - SWATbot (odc. 7-11),
  - Pradziadek Atahir (odc. 25),
  - Wujek Chuck (odc. 26)
- Joanna Jeżewska – Burmistrzyni Winnihem (odc. 3)
- Joanna Węgrzynowska –
  - Mindy (odc. 4),
  - Mama Raphiego (odc. 8),
  - Lady Windimere (odc. 26),
  - Matka zastępcza Sonica (odc. 26)
- Marcin Hycnar – Max (odc. 5)
- Artur Pontek – Cyrus
- Cezary Kwieciński –
  - Urchino (Dingo) (odc. 5),
  - Trevor (odc. 6)
- Marek Robaczewski –
  - Kapitan Squeege (odc. 7),
  - Abdul (odc. 8)
- Tomasz Kozłowicz – Raphi (odc. 8)
- Karol Wróblewski –
  - Kupiec (odc. 8),
  - Knuckles (odc. 16)
- Mieczysław Morański – Stripes (odc. 9)
- Andrzej Gawroński –
  - Profesor (odc. 13),
  - Wyrocznia (odc. 18)
- Krzysztof Zakrzewski –
  - Kupiec (odc. 13),
  - Chomps (odc. 16),
  - Wódz (odc. 17)
- Wojciech Szymański –
  - Rudy (odc. 14),
  - Minotaur (odc. 18)
- Grzegorz Drojewski – Mantu (odc. 17)
- Jakub Szydłowski –
  - Handlarz (odc. 19),
  - Członek plemienia Azkanów (odc. 21),
  - Kucharz (odc. 24),
  - Ojciec zastępczy Sonica (odc. 26)
- Zbigniew Konopka –
  - Jamal (odc. 21),
  - Członek plemienia Azkanów (odc. 21),
  - Jedna z mumii (odc. 22),
  - Biedak (odc. 24),
  - SWATbot (odc. 26)
- Leszek Zduń – Aman Rabi (odc. 22)
- Janusz Wituch –
  - Luke Periwinkle (odc. 23),
  - Farrell (odc. 26),
  - Robot (odc. 26)
- Stefan Knothe – Wyrocznia (odc. 24, 26)
- Jarosław Domin – Knuckles (odc. 25)

i inni
Wykonanie piosenki czołówkowej: Jakub Szydłowski

Lektor: Artur Kaczmarski

## Odcinki
Daty emitowania w Polsce:
- KidsCo – 7 września 2007 r. – 5 maja 2013 r.
- TV Puls 2 – 5 sierpnia 2013 r. – 12 listopada 2014 r.
- Top Kids – 1 grudnia 2015 r. – 31 stycznia 2020 r.
- TVR – 3 stycznia 2017 r. – 28 lutego 2019 r.

### Spis odcinków
| N/o            | Polski tytuł                  | Angielski tytuł                 |
| -------------- | ----------------------------- | ------------------------------- |
|                |                               |                                 |
| SERIA PIERWSZA |                               |                                 |
|                |                               |                                 |
| 01             | Blues dzwonów weselnych       | Wedding Bell Blues              |
|                |                               |                                 |
| 02             | Złapać królową                | To Catch a Queen                |
|                |                               |                                 |
| 03             | Mobodoon                      | Mobodoon                        |
|                |                               |                                 |
| 04             | Cena wolności                 | The Price of Freedom            |
|                |                               |                                 |
| 05             | Bal przebierańców             | Underground Masquerade          |
|                |                               |                                 |
| 06             | Kłamstwo ma krótkie nogi      | Tangled Webs                    |
|                |                               |                                 |
| 07             | Najgłębszy strach             | The Deepest Fear                |
|                |                               |                                 |
| 08             | Za kogo ty się masz?          | Who Do You Think You Are?       |
|                |                               |                                 |
| 09             | Ostatni raj                   | The Last Resort                 |
|                |                               |                                 |
| 10             | Pokaż się gdziekolwiek jesteś | Come Out Wherever You Are       |
|                |                               |                                 |
| 11             | Kto pierwszy, ten gorszy      | Winner Fakes All                |
|                |                               |                                 |
| 12             | Ich dom, jej zamek            | A Hedgehog’s Home is Her Castle |
|                |                               |                                 |
| 13             | Artefakt                      | Artifact                        |
|                |                               |                                 |
| 14             | Robale!                       | Bug!                            |
|                |                               |                                 |
| 15             | Sonic Tonik                   | Sonic Tonic                     |
|                |                               |                                 |
| 16             | Przyjaciel czy wróg?          | Friend or Foe?                  |
|                |                               |                                 |
| 17             | Łamigłówki                    | Head Games                      |
|                |                               |                                 |
| 18             | Rzymska przygoda              | When in Rome                    |
|                |                               |                                 |
| 19             | Klejnot w koronie             | The Jewel in the Crown          |
|                |                               |                                 |
| 20             | Trzy jeże i dziecko           | Three Hedgehogs and a Baby      |
|                |                               |                                 |
| 21             | Dzień wydm                    | Dunes Day                       |
|                |                               |                                 |
| 22             | Najbliższa mi mumia           | Mummy Dearest                   |
|                |                               |                                 |
| 23             | Jeż w żelaznej masce          | The Hedgehog in the Iron Mask   |
|                |                               |                                 |
| 24             | Sześcioro to już tłum         | Six is a Crowd                  |
|                |                               |                                 |
| 25             | Latająca forteca              | Flying Fortress                 |
|                |                               |                                 |
| 26             | Początki                      | Beginnings                      |
|                |                               |                                 |
| 27             |                               | No Hedgehog is an Island        |
|                |                               |                                 |
| 28             |                               | Getting to Know You             |
|                |                               |                                 |
| 29             |                               | New Echidna in Town             |
|                |                               |                                 |
| 30             |                               | Harmony or Something            |
|                |                               |                                 |
| 31             |                               | Country Crisis                  |
|                |                               |                                 |
| 32             |                               | Haircraft in Space              |
|                |                               |                                 |
| 33             |                               | Healer                          |
|                |                               |                                 |
| 34             |                               | Sonia’s Choice                  |
|                |                               |                                 |
| 35             |                               | The Big Melt                    |
|                |                               |                                 |
| 36             |                               | Sleepers                        |
|                |                               |                                 |
| 37             |                               | Bartleby the Prisoner           |
|                |                               |                                 |
| 38             |                               | The ART of Destruction          |
|                |                               |                                 |
| 39             |                               | The Pendant                     |
|                |                               |                                 |
| 40             |                               | Virtual Danger                  |
|                |                               |                                 |

### Wydania DVD
W 2005 roku wydano w Polsce DVD pt. „Sonic: Pogoń za królową”. Wydanie zawierało 4 odcinki serialu, każdy opatrzony lektorem:
1. Pogoń za królową (To Catch a Queen)
2. Maskarada (Underground Masquerade)
3. Splątane sieci (Tangled Webs)
4. Weselne dzwony (Wedding Bell Blues)